# Уайлд, Кеннет
Ке́ннет Уа́йлд (англ. Kenneth Whyld; 6 марта 1926, Ноттингем — 11 июля 2003) — английский шахматный журналист и историк.
Автор многих шахматных книг, в том числе трёхтомного сборника партий Эмануила Ласкера (1955—1976, совместно с Дж. Гилкристом), шахматной энциклопедии (1984, совместно с Дэвидом Хупером), шахматного выпуска в серии «Книги рекордов Гиннесса».

## Книги
- The Oxford companion to chess, Oxf., 1984 (соавтор);
- Chess, the records, Enfield (Middlesex), 1986.